# 川藤幸三
川藤 幸三（かわとう こうぞう、1949年7月5日 - ）は、福井県三方郡美浜町出身の元プロ野球選手（外野手）・コーチ、解説者・評論家・タレント・YouTuber。本名：開田 幸三（かいだ こうぞう、旧姓：川藤→武田）。通称「浪速の春団治」、「野次将軍」。あるいは「川さん」、「川」とも。
所属事務所は有限会社ダッシュ・フォーで、田辺エージェンシーのグループ会社・ぐあんばーると業務提携している。
元プロ野球投手の川藤龍之輔は実兄。

## 経歴

### プロ入りまで
地元の名士の家に生まれ、少年時代はやんちゃであったが、佛國寺の甚玄和尚に諭されて、野球に取り組んだ。本格的に野球を始めたきっかけは、同郷で当時日体大生にしてラグビー日本代表選手であった山口良治である。中学の野球部出身であった山口が帰省の折り、母校の野球部に人手が足りないことを知り、練習環境を鑑みて、当時小学6年生であった川藤を無理やり引き入れたという。
1965年に福井県立若狭高等学校へ進学し、エースとして2年次の1966年に秋季北信越大会決勝へ進出。吉岡悟を擁する富山商業高校に敗退するが準優勝を果たし、3年次の1967年には甲子園に春夏連続出場。春の選抜では遊撃手を兼ねて出場するが、1回戦で報徳学園高校に大敗を喫する。その試合でピッチャーライナーを受けて三角筋断裂の重傷を負ったことから、以後は1年下の乗替寿好に投手を任せる。4番・左翼手として出場した夏の選手権は、1回戦で武相高校の島野修に完封負けを喫した。同高OBで東京スタジアムの藤田副社長が戸沢一隆球団社長に紹介したこともあり、同年のドラフト9位で阪神タイガースに内野手として入団。入団当初の背番号は45で、同期入団の選手には、自身と同じく現役時代の後半に代打で活躍した桑野議などがいる。

### 現役時代
1968年は甲子園の遊撃位置から銀傘にボールを放り上げて吉田義男を驚かせ、10月9日の対中日ドラゴンズ戦（阪神甲子園球場）に9番・遊撃手として初出場し、翌10日には8回裏に松本忍からソロ本塁打を放って初安打・初本塁打・初打点を記録。高校から阪神へ直接入団した後に、スタメンでの一軍公式戦デビューを入団1年目で果たした野手は、この年の川藤から2020年の井上広大まで52年間出なかった。結局、通算3試合の出場ながら、いずれも遊撃手としてスタメンに起用された。
1969年から、後藤次男監督に俊足と強肩を買われて外野手に転向。この年はシーズン終盤の4試合に中堅手としてスタメンに起用され、ウエスタン・リーグではリーグ最多の30盗塁をマーク。5月22日の対広島東洋カープ戦では、1回に出塁すると、1イニング3盗塁という快挙を達成した。
1973年には一軍に定着し、主に右翼手として33試合に先発出場。
1974年は左翼手に回り、打率は低迷するもののチャンスメーカーとして自己最高の58試合に先発を果たし、リーグ最多の20犠打をマーク。
1975年のキャンプでアキレス腱を断裂する大怪我を負ってしまう。完全断裂ではなかったため、むしろ治るまで時間がかかり、同年は僅か8試合の出場に終わった。
1976年には母親の実家に養子に入ったことから戸籍上の苗字を「武田」に改める、同年のシーズン終盤には外野手として本格的な復帰を果たす。
1977年には主に中堅手、右翼手として22試合に先発出場し、内野手もこなす回復を見せた。
1978年も11試合に先発するなど準レギュラーとして起用されるが、足に負担が掛からない代打に段々と自分の役割を絞る。同年は初の.327、1979年は.304、1980年には自己最高の.362、1981年は.305と4年連続打率3割の好成績を残し、長く右の代打の切り札として活躍。左キラーでもあり、特に読売ジャイアンツのリリーフエースであった角盈男との対決は通算打率.370で1本塁打、1982年にはサヨナラ打も浴びせている。通算代打サヨナラ打は6本で、1970年代には巨人の新浦壽夫、1980年代には広島の大野豊・川口和久、角、大洋ホエールズの斉藤明夫・遠藤一彦ら、全て各チームのエースあるいはリリーフエースからのものであった。大洋の2人を除く4人は左腕で、左キラーぶりでもあった。球場でモーニングコーヒーを飲むほどの早出もさることながら、最後の一振りを心がけ、フリーバッティングの最後を必ずスタンドに放り込むことで相手に「振れている」印象を刷り込んでいた。また、代打出場時はなるべく初球をスイングすることも信条であった。
1983年には当時の一軍最低保障年俸で阪神と再契約したが、この話に感動した阪神ファンの上岡龍太郎、2代目桂春蝶、中村鋭一らが「川藤の給料はワシらで出そう!」とカンパで集めた金銭をシーズンオフに「これを給料の足しにしてほしい」と持参したところ、川藤は「上岡さんたちの気持ちはありがたいけど、そんなことは出来ない。このお金は自分のためではなく、ファンのために使わせていただきます」と言って、甲子園球場の年間予約席を購入した。川藤はこの席に毎試合、身体障害者を招待し、席はファンから「川藤ボックス」と呼ばれるようになった。引退勧告を受けてなお、勝負強さは健在どころか、むしろ磨きがかかったとも言え、1983年の成績は34試合出場・打率.241・1本塁打・5打点であった。
1984年には主に代打として62試合出場、13安打ながら打率.241、2本塁打、自己最多の20打点をマーク。前年を上回る成績を残し、年俸も元の金額に戻っている。通算6本目となる代打サヨナラ打を放っているが、これは唯一の代打サヨナラ本塁打でもあった。
1985年は長崎啓二、永尾泰憲らが勝負所で優先的に代打起用され、川藤本人は不振だったものの、持ち前の勝負強さをここぞという場面で発揮しセ・リーグ優勝に貢献。チーム日本一となった西武ライオンズとの日本シリーズでは出番がなかったが、首脳陣と選手とのパイプ役として欠かせない存在だった。特にランディ・バースに対しては、将棋を教えながらほとんど日本語だらけの英語でコミュニケーションを取り、決してチームから孤立させなかった。川藤自身も入団18年目で初めて優勝を経験する。1973年に阪神がマジック1から優勝を逸した時の現役で、1985年の優勝時にも現役として吉田義男監督を胴上げした唯一の選手であった。川藤は、2015年の書籍に掲載されたインタビューで1973年の「V逸」について「優勝のチャンスなんてそうはない。85年の優勝までそこから12年や。その間に退団した江夏さんもブッちゃんも、引退した藤田平さんも結局タテジマで優勝を味わえんかった。あと一つ勝っていれば…。歴史が変わったと思うと今でも悔しい。」と述べている。この年、甲子園球場を訪れた藤村富美男から「テレビで見たが、お前ベンチで偉そうにしているな。それでいい。タイガースの歴史を作ってきたのは大学出のスターじゃない。お前ら補欠の人間だ。だからそのまま偉そうにしておけ」と激励を受けた。以来、その言葉を忠実に守っているという。
1986年は好調であり、7月11日時点で22打数9安打（打率.409）、4本塁打、11打点という成績もあって、同日、現役19年目にしてオールスターゲームに、全セ吉田監督の監督推薦により初出場が決まった。大阪スタヂアムでの第2戦では全パの小野和義から左中間真っ二つの見事な長打性の安打を放った。全セの王貞治コーチの指示で二塁を狙ったが、王の予想していた以上に鈍足だったため、秋山幸二 - 石毛宏典 - 大石大二郎の見事な中継に阻まれ二塁で悠々アウト、選手・ファンらの爆笑を誘った。また、アウトをコールした二塁塁審松橋慶季でさえも爆笑していた。球宴初安打の記念ボールは直後に大石から川藤に贈られ、笑顔で受け取っている。川藤いわく「バットにボールが当たって、やれ仕事が終わったと思ったら、一塁で王さんがグルグル腕を回してる。これはあかんと思った」。この試合のテレビ中継で、ベンチレポートを務めていた元チームメイトの小林繁は、インタビューブースに現れた川藤に対し「先ほど見事な“二塁打”を放った川藤選手です!」と呼び掛け、現場スタッフや視聴者を爆笑させた。川藤は「じゃかましいわい!!」と突っ込みながらも、ひたすらに照れ笑いするしかなかった。10月14日の対大洋ホエールズ戦（阪神甲子園球場）が引退試合となったが、1984年から代打専門であったためか、最終打席もやはり代打での出場だった。バースが川藤の引退試合に際し、一塁守備を譲ると言った逸話がある（当時の実況でそのことをアナウンサーが口にしている）。その男臭い風貌と、常に全力を信条としたプレースタイルで、特に男性ファンが多かったとされる。なおこの年は引退年でありながら自己最多の5本塁打を放っていた。
通算記録に特筆すべきものはないが、一度もレギュラーに定着することなく主力に迫る人気を誇ったという点では、他球団も含め例が少ない。
通算代打成績は318打数、84安打、11本塁打、58打点、打率.264。1984年から引退するまでの3年間は代打一筋の野球人生を過ごしてきたため、この3年間の守備記録はない。しかし、試合前の守備練習では自費で購入したミットを手に一塁手を担い、時には内野手からの送球を後ろに逸らすなどしてチームのムード作りに努めていた。また、プロ入り当初は内野手だった経験から、一軍でも何度か遊撃手、二塁手として起用されたことがある。

### 引退後
引退後は日本テレビ・読売テレビ「○曜ナイター」・MBSラジオ「ダイナミックナイター」解説者、サンケイスポーツ評論家（1987年 - 1989年）やタレントを務めた。1987年には大晦日に放送された『ビートたけしのスポーツ大将』（テレビ朝日）のスピンオフ特番『元祖ビートたけしのマラソン野球』に出場し、草野球の投手相手に三振している。
1990年に一軍外野守備コーチとして阪神に復帰するが、代打専門のイメージが強いため、外野守備コーチの役割に対しては疑問の声が一部で上がった。同年シーズン途中にラリー・パリッシュが退団する際、「来年からはこれを使えや」と愛用のノックバットを餞別に手渡されると、パリッシュと固い握手を交わした。
1991年には一軍総合コーチに昇格するが、同年の総合コーチについてもチーフコーチとして河野旭輝がいたために違和感を持たれた。しかし、川藤はむしろ肩書にとらわれることなく、現役時代同様のムードメーカーとして中村勝広監督の下で後進の育成とベンチの盛り上げに励んだ。メガホンを片手にベンチから率先して声を出し、選手にもそれを強要していたほか、ノックアウトされて落ち込んでいる投手にさえも声を出すよう促していた。選手の指導方針について中村と対立し、このシーズン限りで辞任。この時に川藤は「中村は血も涙もない冷酷非情な男や。俺は犠牲者やで」と言い放ったが、中村とは後に和解している。
阪神コーチ辞任後は日本テレビ・読売テレビの解説者とタレントとして復帰し、ゲスト解説として日本テレビ製作の巨人×阪神戦も担当。野球の活動としてはサントリー「モルツ」のCMに出演した縁で、大沢啓二率いるモルツ球団に参加。毎年一度組まれる球団の試合に代打として登場している際、水島新司原作の野球漫画『あぶさん』の景浦安武が得意とする「酒飛沫」よろしく、モルツを口に含んでバットに吹き付ける登場の仕方で場内を沸かせている。2001年からはプロ野球マスターズリーグ・大阪ロマンズにも参加しているほか、2003年から2007年までデイリースポーツ評論家も兼任。
2003年に「武田」姓から義父（妻の父）の姓である「開田」姓を名のり、2005年には妻の実家である兵庫県丹波市の建設会社の社長に就任（現在「川藤」姓は評論活動やタレント活動上の通称、いわゆる芸名として用いられている）。
2009年より、マルシェグループ・大衆居酒屋酔虎伝の応援団長や京都府京都市内を中心に展開する『らーめん川藤屋』のイメージキャラクターとなっている。
2010年11月27日、田淵幸一の後任として第7代阪神OB会長に就任した。
2011年9月17日にはTUBEが当時恒例としていた甲子園球場でのライブにゲスト参加し、球団歌「六甲おろし」を熱唱した。2013年5月1日から5月31日まで、スポーツニッポン紙上で「我が道・川藤幸三」を連載。
2020年8月下旬からは、元阪神の横田慎太郎がプロデュースするYouTubeチャンネル「川藤部屋」が開設され、横田と共にYouTuber活動を行っていた。
2024年11月30日の阪神OB会総会を以て、OB会長を掛布雅之に譲り、阪神OB会長を退任した。

## 人物

### 現役時代
- 試合中はベンチ二列目の真ん中にどっかりと座って、帽子を目深に被って一応グラウンド方向を見ていたが、目をつぶっていた。隣の関係者が横腹に肘鉄を入れると「えっ!何かありましたあ?」と惚け、時計にチラッと目をやって「まだ早いやないですか」と再び目をつぶりだした。それでも試合の途中で、監督が選手の交代を告げるものなら、わざと監督に聞こえるような大声で「何で代わるんやあ」と代えられた選手に檄を飛ばした。それでもゲーム展開を見ながら、自分の出番が見えてくると、ベンチ裏の鏡の前で必死の形相でバットを振っていた。たっぷり汗をかき、いつ出番が来てもいいように体を動かすなど、用意は怠らなかった[20]。
- ビジターの試合後に帰宿する際、負け試合の時のバスの中は静まりかえるが、暗いムードの時に川藤の出番がやってきた。チームのマネジャーが翌日の予定を車内放送し、食事、ミーティング、球場への出発時間等を説明するが、選手の返事で伝達は終わったかと思うと、2～3分後に川藤が「すんまへん。明日の予定をもう一度お願いします」とその予定を必ず聞き直した。この時点でバスの中のムードが一変し、マネジャーからは「何聞いとんのや―。今、言ったばかりやないか」とお叱りを受けるが、川藤は「ちょっとよそ事を考えていましたんで」とか「この頭、どうしようもないんですわ」など、その言い訳がまた面白く、笑いが起きた[20]。
- 1985年のリーグ優勝を決めた試合ではベンチを飛び出して一番早くマウンドにかけ寄ったが、後に川藤は「バッターが打った瞬間、飛び出していましたから」と、試合が終了する前にスタートしていたことを明かしている[20]。

### プライベート
- 一人称は「ワシ」。
- 若手時代は、酒豪であった遠井吾郎の「愛弟子」として、日々酒を飲むのに付き合っていたという。川藤は後に「野球も人生もワシの師匠や」と述べており、「飲んだら次の日は打てよ」が遠井の口癖であった。「明日打つのか?」と問われ「打ちます」と答えると「じゃあ、行こう」となる一方、「打てるかどうか分かりません」と答えると「帰れ」であり、川藤は「明日への酒だった」と振り返っている[21]。
  - 遠井と飲んだ際は「あと5分」が1時間に、「もう1軒」が続いて朝になるなど、門限に関係無く飲み続けることは日常茶飯事だった。遠井は店の窓から朝日が差し込んでくる時間になっても、表情を変えず淡々と飲み続けていたという。眠たくなった川藤が遠井に「もうそろそろ帰りましょう」と告げると、「分かった。あと5分だけ付き合え」と返されたものの、一向に帰る気配を見せなかった。その後も1時間は飲み、「カワ、あと1軒だけ行こう」と言われた際も1軒で終わることは当然なく、何軒も飲み屋をハシゴすることが頻繁にあった。電車で通勤のサラリーマンに交じってホテルに帰る際、川藤は「一軍の選手は毎日こんな飲み方しているのか。これはえらい世界に入ってしもうたな」と感じたという[22]。
- 辛子明太子（からしめんたいこ）を「幸子明太子（さちこめんたいこ）」、カミュ（CAMUS）のエックスオー（XO）を「カマスのペケマル」と呼んだことがある[20]。
- 現役時代から、遠阪トンネル付近でスポーツ用品店「KAWATO TIGER SPORTS SHOP」を経営している。
- 45歳で双子の娘を授かり、その娘2人は2013年に大阪桐蔭高等学校の卒業式で総代を務めて答辞を述べている[23]。

### 阪神OB会長として
- 2017年の阪神の新人合同自主トレをOB会長として視察した際、大山悠輔、長坂拳弥、糸原健斗に「酒を飲め!」「人のいうことなんか（いちいち）聞かなくてもええ。好きにやったらええんや。練習もいいけど、酒を飲めよ。大山は酒は飲めるのか?」「長坂は一升飲めるんか?」と川藤節を炸裂させた[24][25]。大山は「色々な考え方があると思いますし、自分に生かせるものがあれば取り入れたい」と、長坂は「プライベートでもコミュニケーションをとっていきたい。性格を知ることで、かける言葉が変わることもある」と、それぞれ川藤の言葉から真意を汲み取ろうとしていた[26]。

## 詳細情報

### 年度別打撃成績
| 年 度      | 球 団      | 試 合 | 打 席 | 打 数 | 得 点 | 安 打 | 二 塁 打 | 三 塁 打 | 本 塁 打 | 塁 打 | 打 点 | 盗 塁 | 盗 塁 死 | 犠 打 | 犠 飛 | 四 球 | 敬 遠 | 死 球 | 三 振 | 併 殺 打 | 打 率 | 出 塁 率 | 長 打 率 | O P S |
| ---------- | ---------- | ----- | ----- | ----- | ----- | ----- | -------- | -------- | -------- | ----- | ----- | ----- | -------- | ----- | ----- | ----- | ----- | ----- | ----- | -------- | ----- | -------- | -------- | ----- |
| 1968       | 阪神       | 3     | 11    | 11    | 1     | 1     | 0        | 0        | 1        | 4     | 1     | 0     | 0        | 0     | 0     | 0     | 0     | 0     | 2     | 0        | .091  | .091     | .364     | .455  |
| 1969       | 阪神       | 14    | 24    | 24    | 5     | 6     | 0        | 1        | 0        | 8     | 0     | 1     | 1        | 0     | 0     | 0     | 0     | 0     | 6     | 0        | .250  | .250     | .333     | .583  |
| 1970       | 阪神       | 7     | 0     | 0     | 1     | 0     | 0        | 0        | 0        | 0     | 0     | 0     | 0        | 0     | 0     | 0     | 0     | 0     | 0     | 0        | ----  | ----     | ----     | ----  |
| 1971       | 阪神       | 22    | 15    | 15    | 5     | 3     | 0        | 0        | 0        | 3     | 0     | 3     | 0        | 0     | 0     | 0     | 0     | 0     | 5     | 0        | .200  | .200     | .200     | .400  |
| 1973       | 阪神       | 77    | 164   | 151   | 14    | 32    | 3        | 2        | 0        | 39    | 7     | 9     | 2        | 5     | 1     | 6     | 0     | 1     | 20    | 5        | .212  | .245     | .258     | .504  |
| 1974       | 阪神       | 106   | 240   | 202   | 20    | 40    | 3        | 0        | 1        | 46    | 8     | 9     | 7        | 20    | 1     | 14    | 0     | 3     | 36    | 6        | .198  | .259     | .228     | .487  |
| 1975       | 阪神       | 8     | 7     | 7     | 0     | 1     | 0        | 0        | 0        | 1     | 0     | 0     | 0        | 0     | 0     | 0     | 0     | 0     | 2     | 0        | .143  | .143     | .143     | .286  |
| 1976       | 阪神       | 20    | 16    | 15    | 5     | 2     | 0        | 0        | 0        | 2     | 0     | 0     | 1        | 0     | 0     | 1     | 0     | 0     | 3     | 1        | .133  | .188     | .133     | .321  |
| 1977       | 阪神       | 82    | 89    | 80    | 14    | 17    | 1        | 0        | 2        | 24    | 7     | 4     | 0        | 1     | 0     | 6     | 0     | 2     | 7     | 0        | .213  | .284     | .300     | .584  |
| 1978       | 阪神       | 42    | 66    | 55    | 6     | 18    | 2        | 0        | 2        | 26    | 8     | 0     | 2        | 2     | 1     | 7     | 0     | 1     | 8     | 1        | .327  | .406     | .473     | .879  |
| 1979       | 阪神       | 61    | 24    | 23    | 3     | 7     | 2        | 0        | 0        | 9     | 6     | 1     | 0        | 0     | 0     | 1     | 0     | 0     | 5     | 0        | .304  | .333     | .391     | .725  |
| 1980       | 阪神       | 53    | 49    | 47    | 9     | 17    | 1        | 1        | 0        | 20    | 3     | 2     | 5        | 1     | 0     | 0     | 0     | 1     | 4     | 2        | .362  | .375     | .426     | .801  |
| 1981       | 阪神       | 52    | 65    | 59    | 3     | 18    | 5        | 0        | 1        | 26    | 13    | 0     | 1        | 1     | 2     | 2     | 0     | 1     | 9     | 0        | .305  | .328     | .441     | .769  |
| 1982       | 阪神       | 48    | 50    | 46    | 3     | 11    | 3        | 0        | 1        | 17    | 10    | 0     | 0        | 0     | 1     | 1     | 0     | 2     | 8     | 2        | .239  | .280     | .370     | .650  |
| 1983       | 阪神       | 34    | 32    | 29    | 2     | 7     | 1        | 0        | 1        | 11    | 5     | 0     | 0        | 0     | 0     | 3     | 0     | 0     | 7     | 2        | .241  | .313     | .379     | .692  |
| 1984       | 阪神       | 62    | 62    | 54    | 3     | 13    | 4        | 0        | 2        | 23    | 20    | 0     | 0        | 0     | 0     | 6     | 0     | 2     | 18    | 2        | .241  | .339     | .426     | .765  |
| 1985       | 阪神       | 31    | 31    | 28    | 2     | 5     | 1        | 0        | 0        | 6     | 6     | 0     | 0        | 0     | 0     | 3     | 0     | 0     | 7     | 1        | .179  | .258     | .214     | .472  |
| 1986       | 阪神       | 49    | 49    | 49    | 5     | 13    | 0        | 0        | 5        | 28    | 14    | 0     | 0        | 0     | 0     | 0     | 0     | 0     | 12    | 1        | .265  | .265     | .571     | .837  |
| 通算：18年 | 通算：18年 | 771   | 994   | 895   | 101   | 211   | 26       | 4        | 16       | 293   | 108   | 29    | 19       | 30    | 6     | 50    | 0     | 13    | 159   | 23       | .236  | .284     | .327     | .612  |

- 各年度の太字はリーグ最高

### 記録
初記録
- 初出場・初先発出場：1968年10月9日、対中日ドラゴンズ25回戦（阪神甲子園球場）、9番・遊撃手として先発出場
- 初安打・初本塁打・初打点：1968年10月10日、対中日ドラゴンズ26回戦（阪神甲子園球場）、8回裏に松本忍からソロ

その他の記録
- オールスターゲーム出場：1回 （1986年）

### 背番号
- 45 （1968年 - 1969年）
- 4 （1970年 - 1986年）
- 77 （1990年 - 1991年）

## 関連情報

### 作品

#### 著書
- 男・川藤・ドアホ野球―阪神（タイガース）の"春団治"（1985年4月、リイド社）ISBN 978-4947538475
- 阪神すきやねん―ワシは火の玉タイガースの春団治（1987年3月、角川書店）ISBN 978-4047060333
- 阪神タイガース再建・建白書（1992年4月、集英社）ISBN 978-4087830521
- 好きやねん!阪神タイガース（1992年9月、ぱる出版）ISBN 978-4893862884
- 代打人生論〜ピンチで必要とされる生き方〜(扶桑社新書)（2011年8月31日、扶桑社）ISBN 978-4594064648

#### 音楽
- 浪花夢情話（長山洋子とデュエット。1997年11月06日発売、ビクターエンタテインメント）
- KAWATO VOICE（川藤のさまざまな発言を集めたサンプリングCD。2002年7月25日発売、カエルカフェ）
- 猛虎の衆（2003年7月24日発売、キングレコード）
- 望郷甲子園（2008年7月23日発売、ビクターエンタテインメント）
- たんぼdeマンボ（「川藤幸三と子供達」名義。2010年5月26日発売、ミュージックグリッドより「MEG-CD」での販売）
- RESTART JAPAN with TUBE（2011年6月8日発売、ソニーミュージック）東日本大震災復興応援プロジェクト「RESTART JAPAN」歌唱参加。
- Sounds of 甲子園球場　我らの六甲おろし編（2012年3月21日発売、阪神コンテンツリンク）　OBによる「六甲おろし」を収録。

### 出演

#### 映画
- 円卓 こっこ、ひと夏のイマジン（2014年6月21日、東宝） - みどりのおっちゃん 役

#### テレビ・ラジオ番組
- SPORTS STADIUM（中京テレビ） - 「覆面!?評論家座談会」コーナーに出演。
- 水野真紀の魔法のレストラン（毎日放送）
- 朝生ワイド す・またん!（読売テレビ・関西ローカル） - 「スポーツ す・またん!」コーナーに出演。
- 週刊トラトラタイガース（読売テレビ・関西ローカル）
- 眠れない夜をかぞえて（TBS、1992年4月16日 - 6月25日、横尾隆役）
- ズームイン!!朝! → ズームイン!!SUPER → ZIP!（日本テレビ、関西ローカルコーナー）
- 情報ライブ ミヤネ屋（読売テレビ）
- ROOKIES（TBS、2008年4月19日 - 7月26日、安仁屋恵壹（市原隼人）の父親役）
- スタジオパークからこんにちは（NHK総合、2010年3月2日）
- 鶴瓶の家族に乾杯（NHK総合）
  - 2010年3月8日・15日 - 高知県・安芸市ロケ
  - 2012年10月15日・22日 - 北海道・苫小牧市ロケ
- AKBと××!（読売テレビ、2010年8月10日） - 学校ロケ「教えて、川藤先生」に出演。
- 開運!なんでも鑑定団（テレビ東京、2011年1月11日）
- バラエティー生活笑百科（NHK総合、2011年1月29日）
- シルシルミシル（テレビ朝日、2011年2月9日）
- 通だす（NHK大阪、2012年1月6日） - 戦国武将特集
- サンデーモーニング（TBS、2012年2月12日） - スポーツコーナー「週刊ご意見番」の助っ人コメンテーターとして出演。
- だましゑ 歌麿Ⅱ（テレビ朝日、2012年9月15日） - 水谷豊主演ドラマスペシャル第二弾　医者役として出演。
- ごきげんライフスタイル よ〜いドン!（関西テレビ、2015年4月29日） - 人生ホカホカ思い出ごはんのコーナーに出演。
- 武田和歌子のぴたっと。 後半戦（朝日放送ラジオ、2015年9月30日） - 「吉田義男のあの人は今 元・プロ野球選手名鑑」に出演。
- 青春探偵ハルヤ〜大人の悪を許さない!〜（読売テレビ、2015年12月24日） - 本人役として出演。
- 堀江政生のほり×ナビ 第1部（朝日放送ラジオ、2016年10月5日） - 「吉田義男のあの人は今 元・プロ野球選手名鑑」に2度目の出演。

#### テレビドラマ
- 土曜ドラマ（NHK総合）
  - とおせんぼ通り（1992年） - 担当官 役

#### CM
以下の各CMに出演したが、一部は関西ローカルで放送した。

##### テレビCM
- サンガリア（1980年代）
  - 現役時代。岡田彰布と共演し、岡田に「こっから1番（首位）になろうぜ」と話した。それを聞いた岡田はVサインをし、「川さん、V（優勝）ですね」と話した（ともに原文ママ）。その後、川藤と岡田はサンガリアのキャッチフレーズ（「いち、にい、サンガリア、にい、にい、サンガリア」のこと）を歌う。なお、当CMは阪神甲子園球場のグラウンドで撮影したものである。
- サントリー「モルツ」（1995年 - 1996年）、「ダイエット生」（2003年）
  - 「モルツ」で桂ざこばと共演（1995年放送）。居酒屋でモルツを味わいつつ、野球中継を見ていた客（桂ざこば）が、テレビに向かって「川藤出さんかい！」と野次を飛ばすと、｢待つことが仕事だった男｣というキャッチコピーと共に川藤がバッターボックスに登場する。しかしそれを見た客が、「ホンマに出してどないすんねん」と呆れる、という身も蓋もない内容で話題となる。1996年は「モルツ大試飲会」のCMに出演した。
  - 「ダイエット生」はカロリー・糖質、プリン体の3つをカットしたことを宣伝する内容であり、前述の3つをカットしたことを宣伝した後、川藤が出演し、「3つもカワトウ！」というダジャレを披露した。
- ナムコ「ワールドスタジアム4」（2000年）
  - 阪神タイガースを模した少年野球チーム「カワトース」の監督役で出演し、ヒッティングマーチの替え歌を少年野球の選手たちと合唱する[注 9]。当CMには「自宅でも腰振りをしながら同ゲームをプレイしていると娘に叱られる」というオチがある。なお、同作には川藤が阪神タイガースの選手として登録されている。
- ビクターエンタテインメント「大阪ソウルバラード2」（2003年）
  - 大阪にちなんだバラード楽曲のオムニバス・アルバム（現在のコンピレーション・アルバム）。楽曲を聴いた川藤はCM中に感涙する。なお、川藤は当CMのナレーションも担当している。
- サントリーフーズ「BOSS贅沢微糖」（2007年）
  - “贅沢川藤”として出演。
- ACジャパン「いっちょcomingダンス」（2012年度）
  - 同年度の大阪地域キャンペーン。キャラクター「イッチョカミ カワトー」として声の出演[27]。
- NTTドコモ「シニアはじめてスマホ割」（2015年）
  - 「得ダネを追え！シニアはじめてスマホ割 バース・掛布・岡田」篇に出演したが、ランディ・バース（当時61歳）・掛布雅之（当時60歳）・岡田彰布（当時57歳）は写真のみ出演であった[28]。なお、岡田はシニア割引の対象（60歳以上）ではなかったため、川藤（当時66歳）は岡田の代打として実写で出演した[28]。当CMには堤真一と高畑充希も出演している[28]。

##### 球場内限定CM
- 阪神電気鉄道「ノーマイカー甲子園」
  - 阪神甲子園球場（同社経営）に駐車場がないことの告知および阪神電車での来場を促すCMであり、2010年からトーマス・オマリー（2004年 - 2009年の阪神駐米スカウト在任時に起用されていた）の後任として起用、このほかに球場内へのビン・カンの持込禁止の告知をするバージョンもある。